# Chloraea major
Chloraea major är en orkidéart som beskrevs av Pierfelice Ravenna. Chloraea major ingår i släktet Chloraea och familjen orkidéer. Inga underarter finns listade i Catalogue of Life.